# Trox leonardii
Trox leonardii är en skalbaggsart som beskrevs av Riccardo Pittino 1983. Trox leonardii ingår i släktet Trox och familjen knotbaggar. Inga underarter finns listade i Catalogue of Life.